# Loi norvégienne
La loi norvégienne (en hébreu : החוק הנורווגי, HaḤok HaNorvegi), initialement appelée mini loi norvégienne (en hébreu : החוק הנורווגי הקטן, HaḤok HaNorvegi HaKatan) dans sa première mouture, est le nom donné à un amendement de la Loi fondamentale, l'une des Lois fondamentales d'Israël.
Selon cet amendement, les ministres qui ont été élus à la Knesset peuvent démissionner de leur siège, et laisser leur place à la première personne de leur liste qui n'a pas obtenu de siège lors des élections à la Knesset. Ensuite, si le démissionnaire quitte son poste de ministre, il retrouve son siège à la Knesset à la place de son remplaçant. La première mouture de la loi n'autorisait qu'une seule démission et un seul remplacement.
Cet amendement a été adopté par un vote de 64 pour, 51 contre, le 30 juillet 2015.
Le nom de cette loi provient d'une disposition similaire de la constitution norvégienne.
La version actuelle, qui autorise tous les ministres à démissionner de leur mandat de député pour devenir ministre et être remplacés a été approuvée le 15 juin 2020, par un vote de 66 pour et 43 contre.
Le député Yossi Taieb, premier député à la Knesset né en France, a obtenu son premier mandat de député à la faveur de cet amendement.